# Fehérhasú homokjáró
A fehérhasú homokjáró (Attagis malouinus)  a madarak osztályának lilealakúak (Charadriiformes) rendjébe és a homokjárófélék (Thinocoridae) családjába tartozó faj.

## Rendszerezése
A fajt Pieter Boddaert holland ornitológus írta le 1783-ban, a Tetrao nembe Tetrao Malouinus néven.

## Előfordulása
Dél-Amerika déli részén, Argentína, Chile és a Falkland-szigetek területén honos. Természetes élőhelyei a mérsékelt övi füves puszták, mocsarak, nedves területek közelében. Magassági  vonuló.

## Megjelenése
Testhossza 26,5–29 centiméter, testtömege 312–398 gramm.

## Természetvédelmi helyzete
Az elterjedési területe nagy, egyedszáma pedig stabil. A Természetvédelmi Világszövetség Vörös listáján nem veszélyeztetett fajként szerepel.

## Külső hivatkozások
- Képek az interneten a fajról
- Xeno-canto.org